# You Need to Calm Down
„You Need to Calm Down” – utwór amerykańskiej piosenkarki i autorki tekstów Taylor Swift wydany 14 czerwca 2019 roku nakładem wytwórni Republic Records i Taylor Swift Productions jako drugi singel promujący jej nadchodzący siódmy album studyjny, Lover. Twórcami tekstu, a także producentami nagrania są Swift oraz Joel Little, którzy współpracowali razem również przy poprzednim singlu, „Me!”.
Do tej pory utwór dotarł do pierwszej piątki listy UK Singles Chart. Utwór nosi cechy zaangażowanego politycznie i ideologicznie (sprzeciwia się homofobii), stanowi także odpowiedź na krytyczne komentarze w internecie (hejt) pod adresem piosenkarki. Utwór był nominowany w 9 kategoriach na MTV Video Music Awards 2019, z czego wygrał dwie z nich: Teledysk roku i Najelpszy teledysk ze społecznym przekazem.
Nagranie w Polsce uzyskało status platynowej płyty.

## Promocja
Podczas swojej transmisji na żywo w serwisie Instagram w dniu 13 czerwca 2019 roku, Swift ujawniła wszystkie informacje dotyczące drugiego nadchodzącego singla.

## Teledysk
Teledysk do utworu wyreżyserowany przez Drewa Kirscha i Swift oraz wyprodukowany wykonawczo w efekcie Todricka Halla wraz z piosenkarką miał premierę w poniedziałek, 17 czerwca 2019 roku tuż po jego oficjalnej premierze w amerykańskim magazynie porannym Good Morning America. W wideoklipie występuje pokaźna obsada celebrytów związanych, lub niezwiązanych z LGBT, a także z niektórych mającą dowolną orientację seksualną, tj. Dexter Mayfield, Hannah Hart, Laverne Cox, Chester Lockhart, wyżej wymieniony Hall, Hayley Kiyoko, Jesse Tyler Ferguson, Justin Mikita, Ciara, kadra serialu Queer Eye (Tan France, Bobby Berk, Karamo Brown, Antoni Porowski, Jonathan Van Ness), Adam Rippon, Adam Lambert, Ellen DeGeneres, Billy Porter, RuPaul, Katy Perry i Ryan Reynolds.
W teledysku słowo glad (ang. „zadowolony”) zostaje zapisane jako GLAAD (nazwa organizacji broniącej oraw społeczności LGBT).

## Historia wydania
| Region            | Data            | Format                               | Wytwórnia                      | Przypisy |
| ----------------- | --------------- | ------------------------------------ | ------------------------------ | -------- |
| Cały świat        | 14 czerwca 2019 | digital download, media strumieniowe | Taylor Swift Productions, Inc. | [ 16 ]   |
| Wielka Brytania   | 14 czerwca 2019 | contemporary hit radio               | Virgin EMI                     | [ 17 ]   |
| Stany Zjednoczone | 18 czerwca 2019 | contemporary hit radio               | Republic Records               | [ 18 ]   |